# Neuköllner FC Rot-Weiss Berlin
Maillots
Le Neuköllner FC Rot-Weiß est un club allemand de football localisé, dans le quartier de Neukölln, dans l’arrondissement du même nom à Berlin.

## Localisation

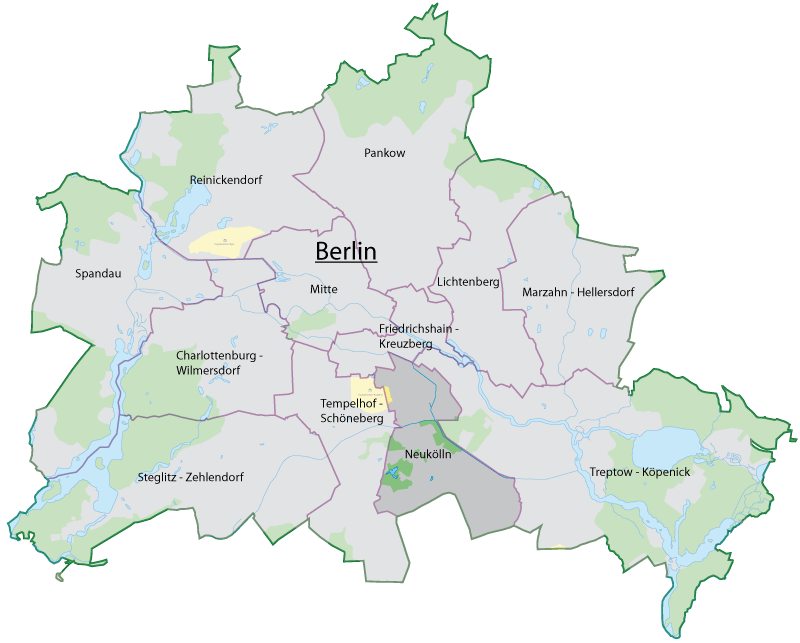
Localisation de l'arrondissement de Neukölln

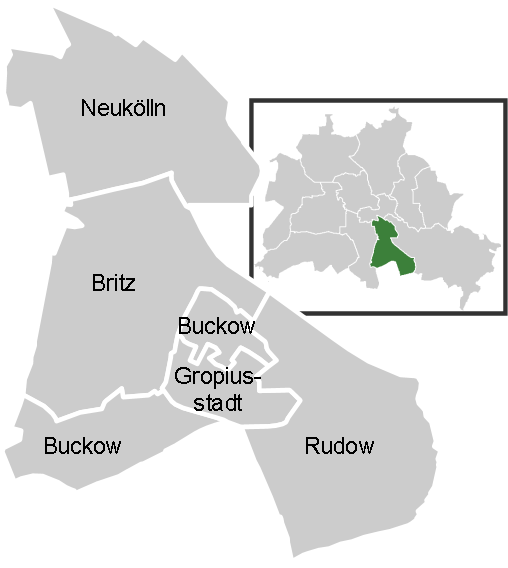
Les quartiers de l'arrondissement de Neukölln

## Histoire (section  football)
Le club fut fondé en 1932 sous l’appellation Neuköllner FC Arsenal. Un an plus tard, le vlub engloba le Neuköllner TV Friesen. 
Jusqu’au terme de la Seconde Guerre mondiale, ce club resta discrètement dans les ligues berlinoises inférieures.
En 1945, le club fut dissous par les Alliés, comme tous les clubs et associations allemands (voir Directive n°23). Le cercle fut reconstitué sous le nom de SG Herfurth Neukölln.
En 1949, le club fut renommé SC Rot-Weiß Neukölln, puis Neuköllner FC Rot-Weiß en 1956.
La période la plus faste du cercle commença dans les années 1970. Au terme de la saison 1970-1971, le NFC Rot-Weiß monta pour la première fois en Amateurliga Berlin, située à l’époque au troisième niveau de la hiérarchie du football allemand. Un an plus tard, le club termina vice-champion derrière le Berliner FC Preussen et gagna ainsi le droit de monter en Regionalliga Berlin, c'est-à-dire en Division 2.
L’aventure ne dura qu’une saison car le cercle termina dernier et retourna un étage plus bas.
À la fin du championnat 1973-1974, la DFB instaura la 2. Bundesliga en remplacement des Regionaligen. La zone de Berlin-Ouest, conserva un 3e niveau unifié qui prit le nom d’Oberliga Berlin, l’ancienne Amateurliga Berlin recula au rang 4. Classé seulement 15e sur 18, le NFC Rot-Weiß fit partie des 10 clubs relégués au niveau 4. (on peut aussi retourner les données du problèmes et considérés que ce furent les 8 premiers qui montèrent au nouveau niveau 3)
Le Neuköllner FC Rot-Weiß remonta au niveau 3 en 1977, mais il fut relégué l’année suivante. 
Par la suite, le club glissa dans la hiérarchie des ligues berlinoises. En 1997, il engloba son rival du NSC Südstern-Azur.

## Palmarès
- Vice-champion de l’Amateurliga Berlin: 1972.